# Takeshita Tomoya
Takeshita Tomoya (sinh ngày 7 tháng 5 năm 2002) là một cầu thủ bóng đá người Nhật Bản.

## Sự nghiệp câu lạc bộ
Takeshita Tomoya hiện đang chơi cho Kamatamare Sanuki.